# Bajša
Bajša (serbiska: Бајша/Bajša, ungerska: Bajsa) är en by som ligger i kommunen Bačka Topola, i distriktet Norra Bačka i Vojvodina i Serbien. Byn har en ungersk etnisk majoritet och dess befolkning uppgår till 2 500 personer.